# Theodor Nöldeke

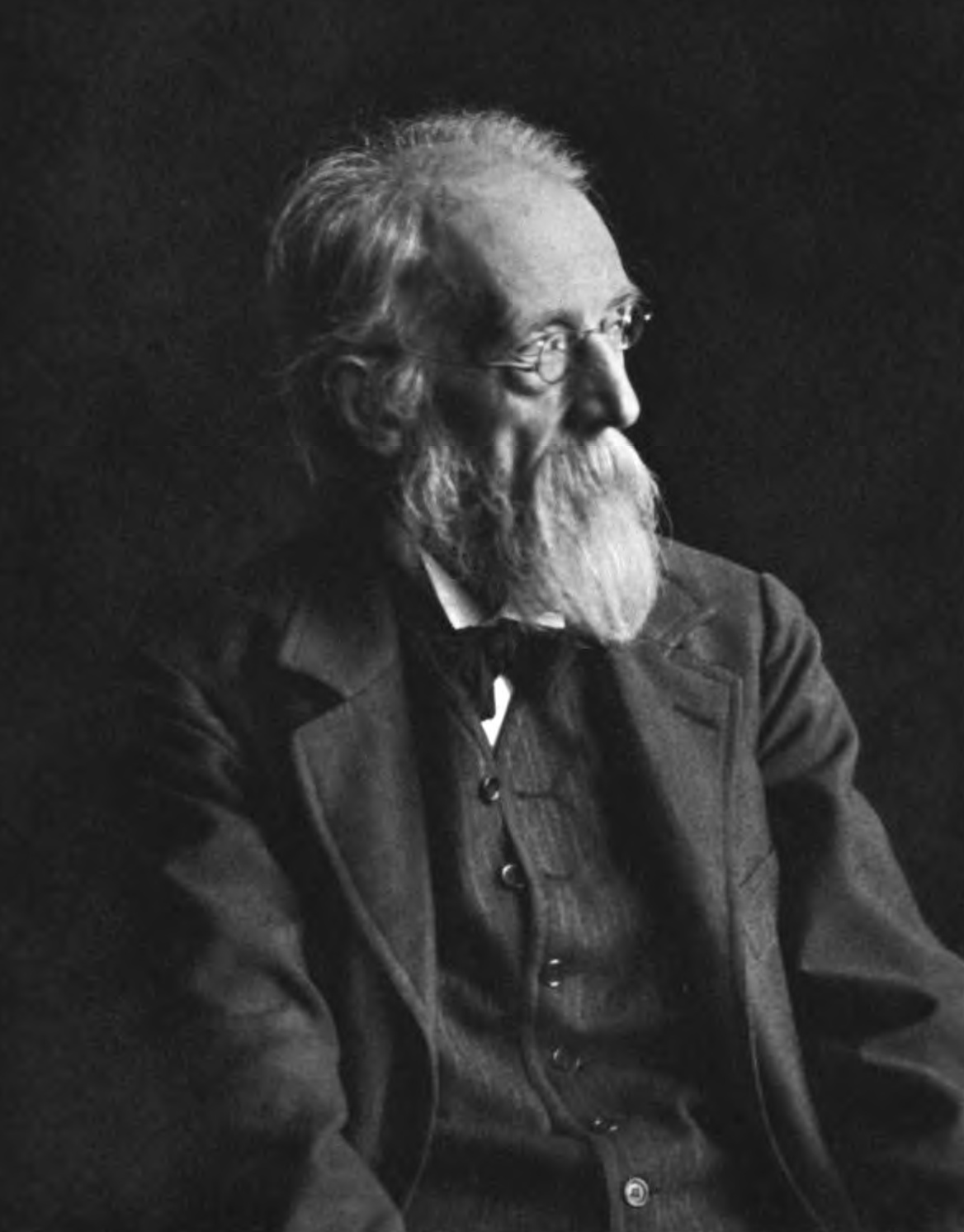
Theodor Nöldeke, vor 1907

Theodor Nöldeke (* 2. März 1836 in Harburg, heute Hamburg; † 25. Dezember 1930 in Karlsruhe) war ein bedeutender deutscher Orientalist.

## Leben
Nöldeke absolvierte 1853 sein Abitur am Gymnasium Georgianum in Lingen und studierte an den Universitäten Göttingen, Wien, Leiden und Berlin. Von 1864 bis 1872 war er Professor in Kiel, ab 1872 bekleidete er dann eine Professur an der Universität Straßburg bis zu seiner Emeritierung mit 70 Jahren. Nöldeke verfasste zahlreiche Studien (unter anderem über den Koran) und schrieb Beiträge für die Encyclopædia Britannica. Er beschäftigte sich auch mit der alttestamentlichen Forschung, den semitischen Sprachen und der arabischen, persischen und syrischen Literatur. Nöldeke war an der grundlegenden Tabari-Edition de Goejes beteiligt und besorgte eine Übersetzung jener Abschnitte der Universalgeschichte Tabaris, die die Zeit der Sassaniden behandelten. Die Übersetzung ist noch heute von großem Wert, zumal er zahlreiche Anmerkungen hinzufügte.
Nöldeke, der wichtige Werke der orientalischen Literatur übersetzte, galt schon zu Lebzeiten als ein sehr bedeutender Orientalist. Zu seinen zahlreichen Schülern zählten unter anderem Hartwig Hirschfeld und Friedrich Schwally, den er mit der Fortführung seines Standardwerks Geschichte des Qorans betraute. Nöldekes Einfluss auf die Orientalistik ist bis heute bedeutend, und nicht wenige seiner Arbeiten werden weiterhin regelmäßig zitiert.
Sein Nachlass befindet sich in der Universitätsbibliothek Tübingen.

## Ehrungen
Nöldeke war Träger des Ordens Pour le mérite für Wissenschaften und Künste (ab 1888) und seit 1879 auswärtiges Mitglied der Bayerischen Akademie der Wissenschaften. Die Königlich Niederländische Akademie der Wissenschaften nahm ihn 1878 als auswärtiges Mitglied auf. 1885 wurde er zum korrespondierenden Mitglied der Russischen Akademie der Wissenschaften gewählt; 1926 wurde er Ehrenmitglied dieser Akademie. Im Jahr 1892 verlieh ihm die Universität Edinburgh die Ehrendoktorwürde. 1893 wurde er zum auswärtigen Mitglied der Accademia Nazionale dei Lincei in Rom ernannt. Der Heidelberger Akademie der Wissenschaften gehörte er seit 1920 als außerordentliches Mitglied an. 1926 wurde er Ehrenbürger der damaligen Stadt Harburg (heute Teil von Hamburg), seit 1927 erinnert die Nöldekestraße im Hamburger Stadtteil Wilstorf an ihn.

## Privates
Nöldeke hatte zehn Kinder, doch starben sechs davon vor ihm. Sein Sohn Arnold Nöldeke wurde Richter und war in der Weimarer Zeit Hamburger Senator.

## Schriften (Auswahl)
- De origine et compositione surarum qoranicarum ipsiusque Qorani. Commentatio in concertatione civium academiae Georgiae Augustae. Ab amplissimo philosophorum ordine praemio regio ornata. Göttingen 1856.
  - Eine französische Übersetzung von Georges Henri Bousquet erschien unter dem Titel »Remarques critiques sur le style et la syntaxe du Coran« in Paris: Maissoneuve 1953.
- Über das Kitâb Jamînî des Abû Naṣr Muḥammad Ibn ʿAbd al Ǵabbâr Al ʿUtbi, Wien 1857 (in MENAdoc).
- Volksthümliche Geschichte Süleimâns des Ersten. In: Zeitschrift der Deutschen Morgenländischen Gesellschaft, Band 12. 1858. S. 220–238 (Digitalisat).
- Hatte Muhammad christliche Lehrer? In: Zeitschrift der Deutschen Morgenländischen Gesellschaft, Band 12. 1858. S. 699–708 (Digitalisat).
- Auszüge aus Nesrî's Geschichte des osmânischen Hauses. In: Zeitschrift der Deutschen Morgenländischen Gesellschaft, Band 13. 1859. S. 176–218 (Digitalisat).
- Geschichte des Qorâns. Eine von der Académie des inscriptions et belles-lettres gekrönte Preisschrift. Erster Teil: Über den Ursprung des Qorâns. Verlag der Dieterichschen Buchhandlung, Göttingen 1860 (in MENAdoc, zweite Auflage Leipzig 1909, in MENAdoc). Zweite Auflage, bearbeitet bzw. völlig umgearbeitet von Friedrich Schwally, Gotthelf Bergsträsser und Otto Pretzl. Drei Bände. Leipzig 1909, 1919, 1938. Neuauflage Hildesheim 2013, ISBN 3-487-30149-0 (in MENAdoc).
  - Eine arabische Übersetzung mit einer Einleitung und erweiterten Registern versehen von Georges Tamer erschien unter dem Titel »Tâ’rîh al-Qur’ân« in Beirut: Konrad-Adenauer-Stiftung 2004. (Nachdruck in Köln: Al-Kamel 2008.)
  - Eine englische Übersetzung von Wolfgang Behn erschien unter dem Titel »The history of the Qur’ân« in Leiden: Brill 2013.
- Über die Mundart der Mandäer. Dieterich, Göttingen 1862. (Digitalisat)
- Das Leben Muhammed’s. Nach den Quellen populär dargestellt. Rümpler, Hannover 1863. (Digitalisat MDZ, Digitalisat)
  - Nachdruck in: »Lügen ersinnen nur jene, welche nicht an Allâhs Zeichen glauben«. Beiträge zu Qur'ân und Orientalisten (1858–1914) von Theodor Nöldeke. Herausgegeben von Michael Fisch. Weidler Buchverlag, Berlin 2022, S. 21–108.
- Beiträge zur Kenntnis der Poesie der alten Araber. Rümpler, Hannover 1864 (in MENAdoc), reprogr. Nachdruck Hildesheim 1964 (in MENAdoc).
- Die alttestamentliche Literatur in einer Reihe von Aufsätzen dargestellt. Quandt & Händel, Leipzig 1868. (Digitalisat)
- Untersuchungen zur Kritik des Alten Testaments. Kiel 1869.
  - Eine französische Übersetzung von Hartwig Derenbourg und Jules Soury erschien unter dem Titel »Histoire littéraire de l’ancien testament« in Paris: Fischbacher 1873
- Mandäische Grammatik. Mit einer lithographierten Tafel der mandäischen Schriftzeichen. Halle 1875 (in MENAdoc).
- Geschichte der Perser und Araber zur Zeit der Sasaniden. Aus der arabischen Chronik des Tabarī. Übersetzt und mit ausführlichen Erläuterungen und Ergänzungen versehen. Leiden 1879. Nachdruck Graz 1973, ISBN 978-90-04-03624-6, auf archive.org (Digitalisat der Universitäts- und Landesbibliothek Sachsen-Anhalt, Halle), Nachdruck Leiden 1973.
- Kurzgefasste syrische Grammatik. Mit einer Schrifttafel von Julius Euting. Leipzig 1880, zweite verbesserte Ausgabe. Leipzig 1898 (in MENAdoc).
  - Eine englische Übersetzung von James A. Crichton erschien unter dem Titel »Compendious syriac grammar«. With a table of characters by Julius Euting. London: William and Norgate 1904 (in MENAdoc).
- Aufsätze zur persischen Geschichte, Leipzig 1887 (in MENAdoc).
- Persische Studien, Wien 1888 (in MENAdoc).
- Orientalische Skizzen. Berlin 1892 (in MENAdoc).
  - Eine englische Übersetzung von John Sutherland Black erschien unter dem Titel »Sketches from Eastern history« in London und Edinburgh: Black 1892
- Persische Studien. 2. Band. Wien 1892 (in MENAdoc).
  - Eine französische Ausgabe der beiden Bände der Persischen Studien erschien unter dem Titel »Études historiques sur la perse ancienne« in der Übersetzung von Oswald Wirth in Paris: Leroux 1896.
- Das iranische Nationalepos. In: Grundriß der iranischen Philologie. 1895–1901; Straßburg 1896.
  - Das iranische Nationalepos. Zweite Auflage des im Grundriss der iranischen Philologie erschienenen Beitrages. De Gruyter, Berlin / Leipzig 1920 (in MENAdoc).
  - Eine englische Übersetzung unter dem Titel »The Iranian national epic« von Leonid Bogdanov erschien in Bombay: Fort 1930.
  - Eine persische Übersetzung unter dem Titel »Hamâsa-i millî-i Îrân« erschien in Teheran: Nashr-i Dschâmî / Nashr-i Sipihr 1990.
- Urteile über Rückerts Firdosiübersetzung. In: Friedrich Rückert (Übers.): Firdosi’s Königsbuch (Schahname). Aus dem Nachlaß herausgegeben von Edmund Alfred Bayer, 3 Bände, gedruckt mit Unterstützung der Deutschen Morgenländischen Gesellschaft. Druck und Verlag von Georg Reimer, Berlin 1890–1895 (Copyright: Walter de Gruyter & Co., Berlin, ); zahlreiche Nachdrucke, unter anderem: Imperial Organization for Social Services, Teheran 1976 (in der Reihe The Pahlavi Commemorative Reprint Series, hrsg. von M. Moghdam und Mostafa Ansari), Band 2, S. 584 f. (in MENAdoc, auch in: Literarisches Centralblatt für Deutschland. Nr. 51, 16. Dezember 1893, S. 1823 f.), und Band 3, S. 364–367 (in MENAdoc, auch in: Literarisches Centralblatt für Deutschland. Nr. 12, 23. März 1895, Sp. 417 f.)
- Zur Grammatik des classischen Arabisch. Gerold, Wien 1896 (in MENAdoc).
  - Nachdruck in Darmstadt: Wissenschaftliche Buchgesellschaft 1963. Der Nachdruck enthält im Anhang die handschriftlichen Ergänzungen im Handexemplar Theodor Nöldekes in der Bearbeitung und mit Zusätzen von Anton Spitaler.
- Die semitischen Sprachen: eine Skizze, zweite verb. Aufl., Leipzig 1899 (in MENAdoc).
- Fünf Mo'allaqat, übersetzt und erklärt. 1899–1901.
- Neue Beiträge zur semitischen Sprachwissenschaft. Trübner, Straßburg 1910 (in MENAdoc).